# Penn Yan
Penn Yan är en ort (village) i Yates County i delstaten New York. Vid 2010 års folkräkning hade Penn Yan 5 159 invånare. Penn Yan är administrativ huvudort i Yates County.